# أحمد أباد ليقلي
أحمد أباد ليقلي هي قرية في مقاطعة هريس، إيران. عدد سكان هذه القرية هو 62 في سنة 2006.